# Сидро
Сидро, ленгер, котва или анкер је направа којом се брод привремено везује за дно против вјетра , водених струја и ријечне матице. Сидро се тежином и обликом укопава у дно мора, језера или ријеке и држи брод, условно речено, на једном мјесту.

## Историјат
Прво сидро било је велики, тешки, пробушени камен. Он је ланцем или конопцем био повезан са бродом. Касније се бирало дрво са много кракова, неправилног, разуђеног облика. Оно се, свакако, много лакше укопавало у дно и тако извјесније извршавало сидрење. У VIII вијеку п. н. е. Грци су правили сидра од железа. Почетком н.е. се појављују сидра са два крака (лопате) и шипком (мотком) .
Данас се употребљава: Адмиралитетно сидро која има двије лопате и помичну мотку а кога је конструисао Енглез Портер; зглобно сидро без мотке с помичним лопатама; гљивно сидро за стално усидрење бродова свјетионика; вијужа за сплаварске привезе и четворокрака котва за ријечне бродове.

## Сидро симбол
Бродови се сидре на одређеном мјесту које се зове сидриште. Ово је мјесо на наутичким картама и самим сидриштима означено симболом сидра као на слици или обрнутим сидром када сидрење бродова није дозвољено. Као симбол мора и морнарице, украшава морнарске униформе, капе и дугмад свих морнара на свијету. Често је и мотив за тетоважу, као и у хералдици и вексилологији.